# 宋立功

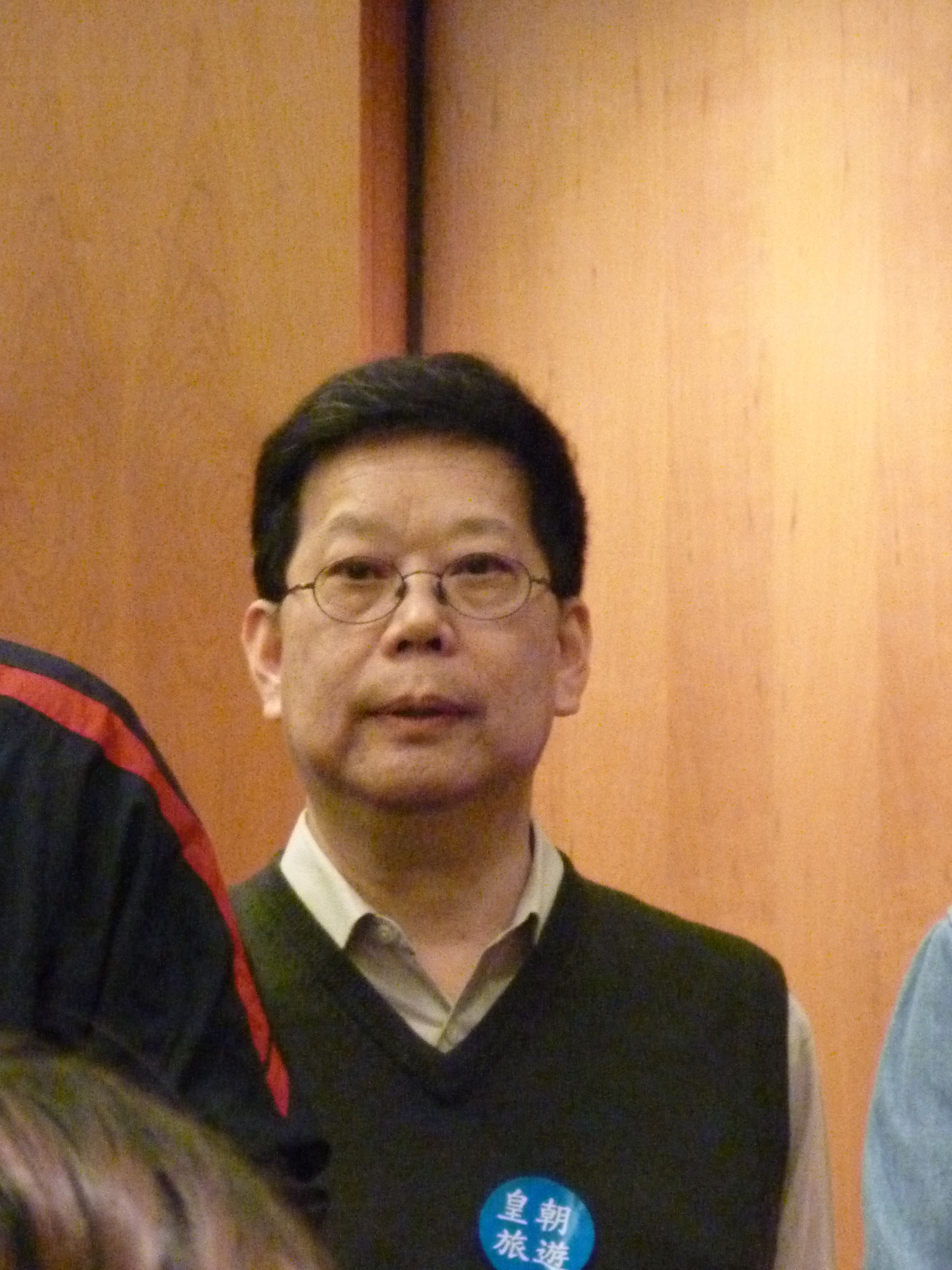
2013年的宋立功

宋立功（英語：SUNG Lap-kung，1953年—2024年10月24日），是香港城市大學專業進修學院學術統籌、政治社會學、中國問題專家、政論專欄作家以及公共政策評論員、紐約哥倫比亞大學政治社會學博士研究班，社會經濟政策研究所主席。是政治取向比較親中共的學者。另外，《東方日報》亦經常引用其評論作出報導。早年畢業於香港培正小學及香港培正中學（1971年剛社），其後赴威斯康星大學河瀑分校進修，後來於哥倫比亞大學取得博士學位。他曾在葛量洪教育學院修讀音樂文憑，又於東華三院黃笏南中學任教音樂科。2024年初，宋發現患上血癌，其後不停進出醫院接受治療，10月24日晚上病逝，終年71歲。

## 政論專欄
- 見:《信報財經月刊》、《信報》、《東方日報》、《明報》、《星島日報》等。

## 兼職
- 多個企業的中國事務顧問